# Hitopadesha
L'Hitopadesha (du sanskrit हितोपदेशः, IAST : Hitopadeśa signifiant « L’Instruction utile ») est un recueil de fables indiennes dérivé du Pañchatantra, rédigé en sanskrit entre -300 et 570.

#### Traduction de'Hitopadesha
- L'Instruction utile, traduit du sanskrit par Édouard Lancereau, introduction de Michel Angot, illustrations d'Odile Santi, Paris, Les Belles Lettres, "Série indienne", 2022  (ISBN 9782251453606).